# Mariana Pineda
Mariana Pineda, właściwie Mariana de Pineda Muñoz (ur. 1 września 1804 w Grenadzie, zm. 26 maja 1831 tamże) – hiszpańska bojowniczka o wolność, uznawana za bohaterkę narodową, także bohaterka tytułowa dramatu napisanego przez Federica Lorcę.

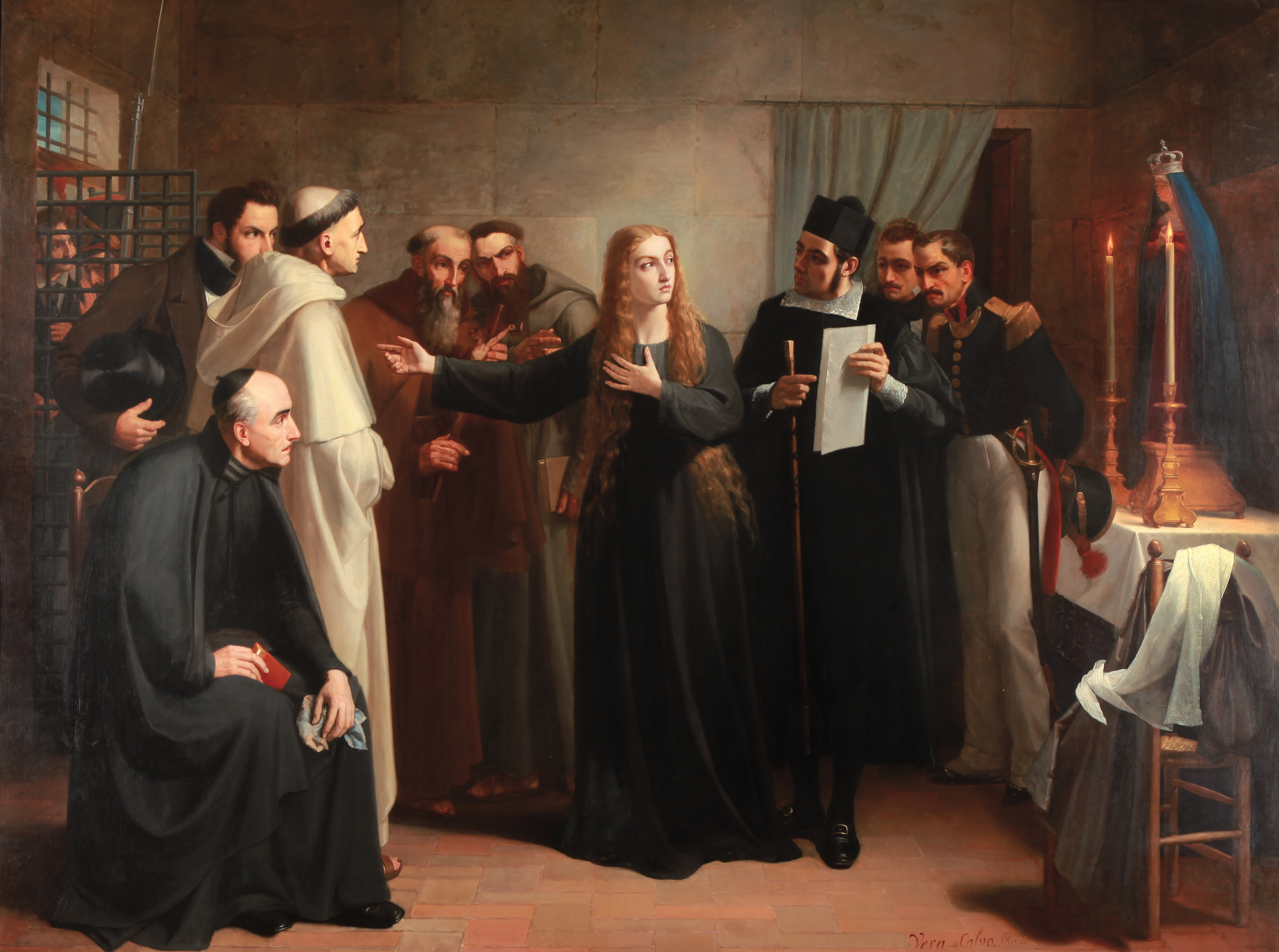
Mariana Pineda w kaplicy, w drodze na egzekucję, według Juana Calvy

## Życiorys
Mariana urodziła się w nieformalnym związku arystokraty i kobiety z ludu. Wcześnie osierocona przez ojca i porzucona przez matkę, trafiła pod opiekę niewidomego stryja, który zapewnił jej – jak na owe czasy – nietypowo liberalne wychowanie. W wieku 14 lat zakochała się w Manuelu Peralcie Valtem, schorowanym emerytowanym żołnierzu; rok później jej opiekun wyraził zgodę na małżeństwo. W roku 1822 została osiemnastoletnią wdową z dwojgiem dzieci.
Od roku 1824 datuje się jej udział w konspiracji przeciw absolutystycznym rządom Ferdynanda VII. Brała udział w potajemnych spotkaniach, uczestniczyła w przekazywaniu korespondencji i fałszywych dokumentów, jak również organizowała pomoc dla więźniów politycznych. Zimą 1824/1825 została obciążona w zeznaniach jednego z przesłuchiwanych konspiratorów, ale wobec braku dowodów jej sprawa zakończyła się bez postawienia zarzutów. Po tym zdarzeniu przez dwa lata przebywała poza Grenadą.

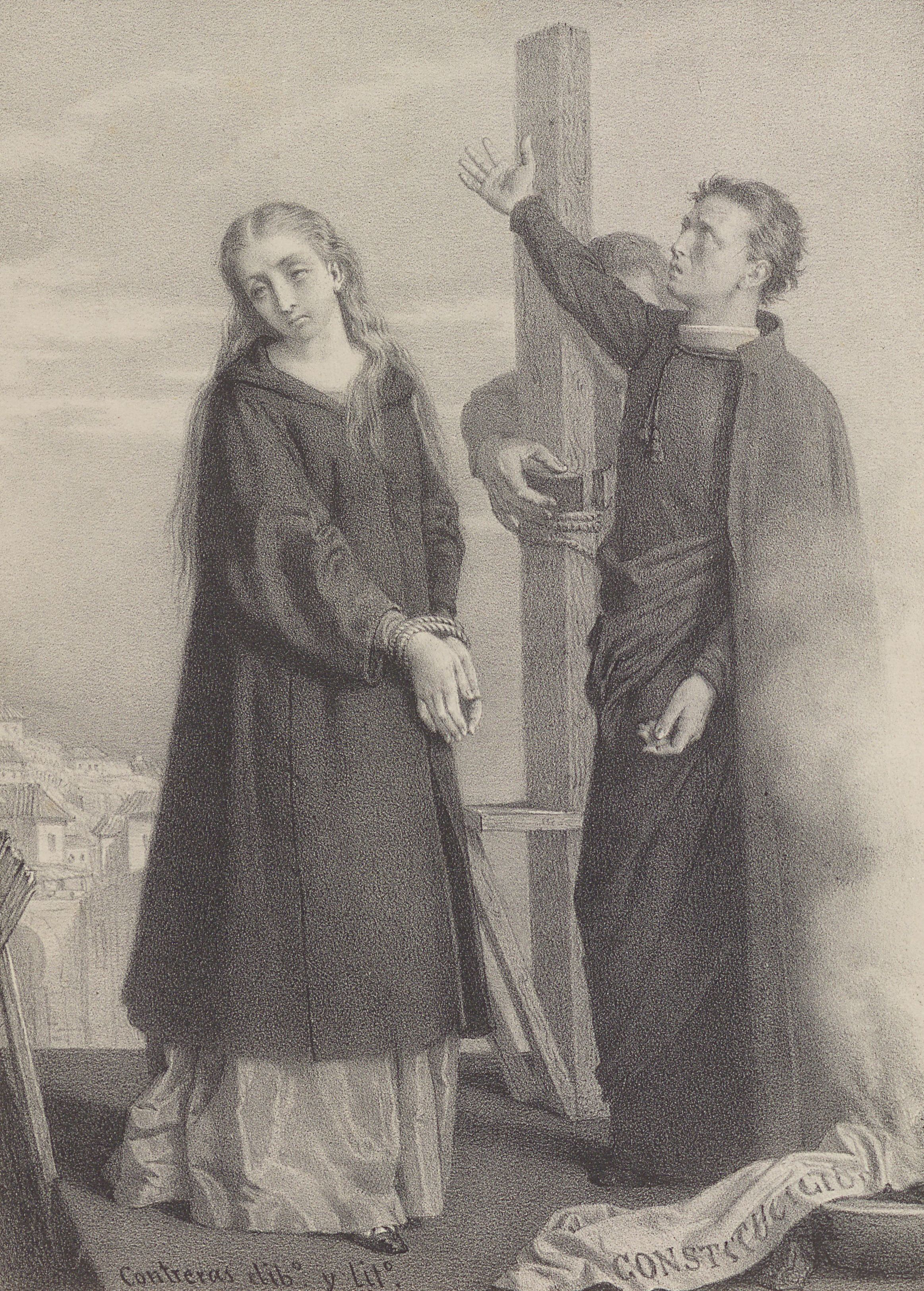
Rycina obrazująca egzekucję Mariany Pinedy

Jednym z jej najbardziej znaczących osiągnięć konspiracyjnych było umożliwienie ucieczki Fernanda Álvareza de Sotomayora z celi śmierci i udzielenie mu pomocy w przedostaniu się na Gibraltar. Dokonała tego w roku 1827, przebrana za mnicha. Różne źródła opisują Sotomayora jako jej ukochanego, kuzyna lub nie wspominają o jakimkolwiek związku rodzinnym. Od tego czasu znajdowała się pod pilną obserwacją policji politycznej. Kontynuowała jednakże potajemną działalność, jednocześnie angażując się w kolejne nieudane relacje romantyczne z innymi liberałami. Oskarżyciel Ramón Pedrosa y Andrade dokładał szczególnych starań, aby zebrać dowody przeciw Marianie Pinedzie, prawdopodobnie powodowany doznanym z jej strony zawodem miłosnym.
Została aresztowana 19 marca 1831 roku po przeszukaniu jej domu, podczas którego odnaleziono częściowo przygotowany sztandar powstańczy. Źródła nie są zgodne co do tego, czy Mariana rzeczywiście uszyła sztandar, czy raczej został on podrzucony w ramach prowokacji. Przez dziewięć dni pozostawała w areszcie domowym, ale po próbie ucieczki przetransportowano ją do więzienia klasztornego. Jej proces był obciążony szeregiem nieprawidłowości, które pozwalają klasyfikować orzeczoną karę śmierci jako mord sądowy. Odrzuciła ułaskawienie zaproponowane pod warunkiem wydania towarzyszy konspiracji. 26 maja na grenadzkim Plaza del Triunfo dokonano egzekucji garotą (wówczas mającą w Hiszpanii postać zaciskającej się żelaznej obroży), uprzednio spalając wspomniany sztandar.

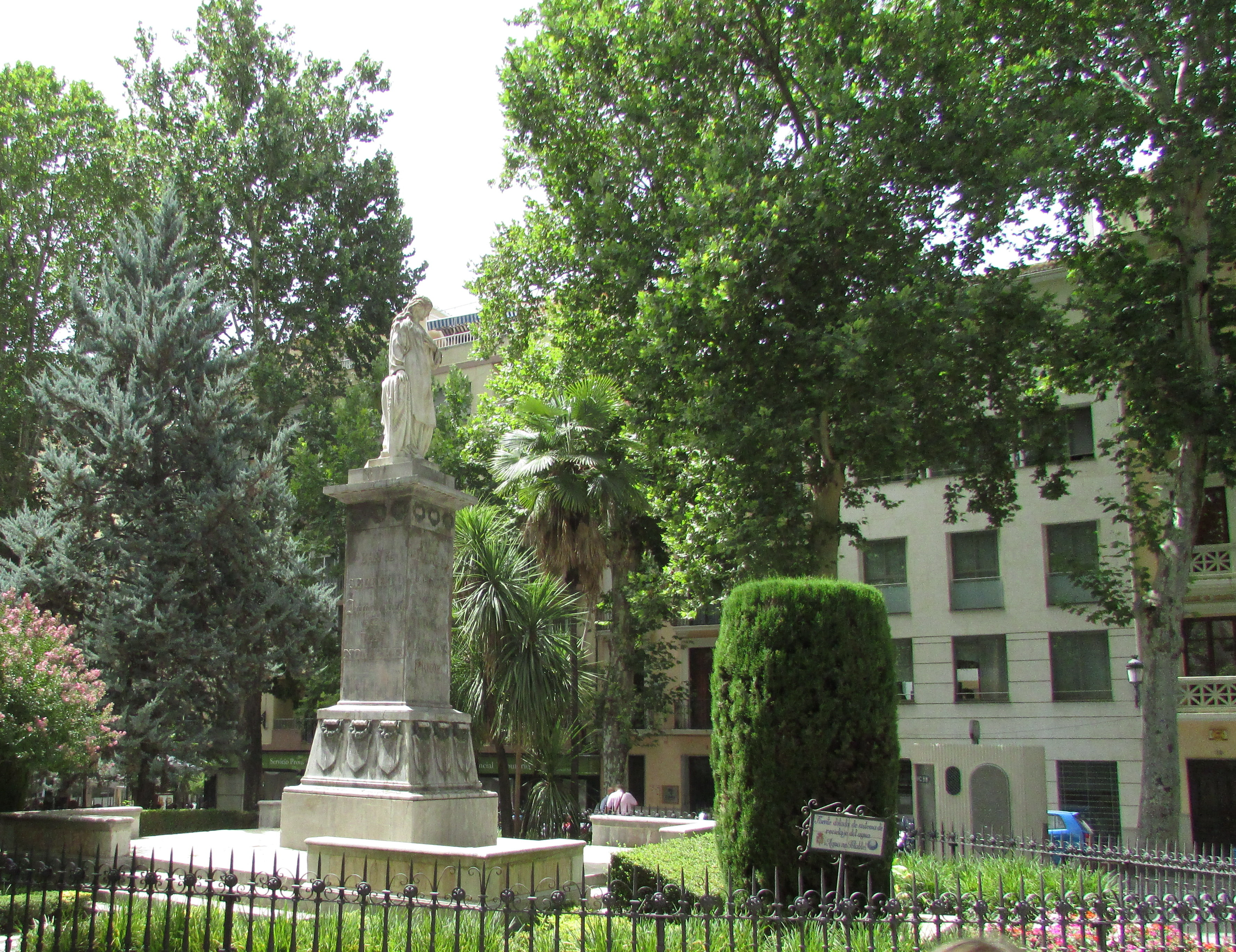
Pomnik Mariany Pinedy w Grenadzie

## Upamiętnienie
Mariana Pineda jest pamiętana między innymi dzięki sztuce teatralnej Federica Lorki, która jednak mylnie tłumaczy jej działalność wyłącznie miłością do pewnego rewolucjonisty. Juan Antonio Vero Calvo i Isidoro Lozano namalowali poświęcone jej obrazy. W Grenadzie znajduje się także jej pomnik, jej dom natomiast przekształcono w hotel-muzeum. W siedzibie Parlamentu Europejskiego w Strasburgu znajduje się sala imienia Mariany Pinedy.